# Anopheles notleyi
Anopheles notleyi este o specie de țânțari din genul Anopheles, descrisă de Van Someran în anul 1949.
Este endemică în Madagascar. Conform Catalogue of Life specia Anopheles notleyi nu are subspecii cunoscute.